# Rawalpindi
Rawalpindi (urdu راولپنڈی, Rāvalpinḍī) – miasto w północnym Pakistanie, w prowincji Pendżab, 14 km na południe od stolicy kraju Islamabad, z którą tworzy jedną, bicentryczną aglomerację miejską, zamieszkałą przez ponad 4,1 miliona ludzi. 

## Historia
Powstało w miejscu osady Rawalów. W XIV w. zostało zniszczone przez Mongołów. W II połowie XVIII w. szybki rozwój i centrum osadnictwa Sikhów. 1849 opanowane przez Brytyjczyków. W 1919 zawarto tu układ, w którym Wielka Brytania uznała niepodległy Afganistan. W latach 1959–1971 była to stolica Pakistanu. Od 1887 roku jest siedzibą rzymskokatolickiej diecezji Islamabad-Rawalpindi.
11 września 1951 r. podczas wiecu w  Rawalpindi zastrzelony został Liaquat Ali Khan, premier Pakistanu.

## Gospodarka
Rafineria ropy naftowej przetwarza ropę ze złóż w mieście Attock. Wybudowano także gazociąg do złoża Sui. Rozwinięte gałęzie przemysłu to włókienniczy, chemiczny, metalowy, elektrotechniczny, materiałów budowlanych, spożywczy. Wybudowano także zakłady taboru kolejowego. Rozwinięte jest rzemiosło (gł. hafciarstwo i koszykarstwo).

## Nauka
Najważniejsze szkoły wyższe mające swoje siedziby w Rawalpindi to:
- Army Medical College
- Uniwersytet dla Kobiet Fatimy Jinnah
- RMCAANA
- Uniwersytet Rolniczy w Rawalpindi